# Jean-Marie Corre
Jean-Marie Corre (* 21. Mai 1864 in Trémel; † 18. September 1915 in Guingamp) war ein französischer Unternehmer, Radsportler und Automobilrennfahrer.

## Sportliche Karriere
Bis zum Alter von 23 Jahren arbeitete Jean-Marie Corre im Hüttenwesen. Aus Hobby baute er ein Fahrrad aus Holz, mit dem er Ausfahrten machte. 1889, im Alter von 25 Jahren, begann er ernsthaft mit dem Radsport und fuhr regionale Rennen, so etwa auf der Radrennbahn von Pontrieux. Er war 1,62 Meter groß und wog in seiner aktiven Zeit 62 Kilogramm; er hatte den Ruf, stur zu sein „wie ein Bretone“, da er häufig nicht auf die Ratschläge seiner Umgebung hörte und deshalb Rennen verlor.
Vom 6. bis 8. September 1892 befuhr Corre eine auf 1000 Kilometer verkürzte Strecke des Rennens Paris–Brest–Paris, das im Jahr zuvor ausgefahren und von Charles Terront gewonnen worden war. Terront beschuldigte Corre daraufhin, mit regelwidriger Unterstützung gefahren zu sein, und die beiden Männer gerieten in einen öffentlich ausgetragenen Streit. Corre forderte Terront darauf „zum Duell“ in Form eines Rennens, Terront dürfe „die Waffen wählen“. Nach langen Diskussionen und Verhandlungen – Terront forderte eine Strecke von 1000 Kilometern und 5000 Francs Antrittsgeld – kam es vom 24. zum 26. Februar 1893 zu einem Match zwischen den beiden, das Terront für sich entschied. Corre wiederum wurde dadurch in Paris zum „Star“, und er eröffnete dort ein Fahrradgeschäft. Im selben Jahr belegte er bei der dritten Austragung von Bordeaux–Paris Rang drei.
1894 wurde Jean-Marie Corre Mitglied im Club de Levallois-Perret, in dem auch der prominente Fahrer und französische Steher-Meister Lucien Lesna Mitglied war; im Jahr darauf begann er mit einer eigenen Fahrradproduktion. Am 6. und 7. Januar 1894 lieferte sich Corre mit dem Fahrer Auguste Stéphane ein Match über 1000 Kilometer im Vélodrome d’Hiver in Paris, das sein Gegner mit einer Zeit von 39 Stunden, 28 Minuten und acht Sekunden für sich entschied. Das Rennen, auf das Corre von Henri Desgrange vorbereitet worden war, sei nicht „sonderlich interessant“ gewesen, so die niederländische Zeitschrift De Kampioen, da von Beginn an ersichtlich gewesen sei, dass Stéphane der stärkere Fahrer der beiden sei. Im Dezember 1894 nahm er an einem Viererkampf gegen Mathieu Chevreuil, Charles Meyer und Gaston Rivierre über 1000 Kilometer teil, den Rivierre gewann.

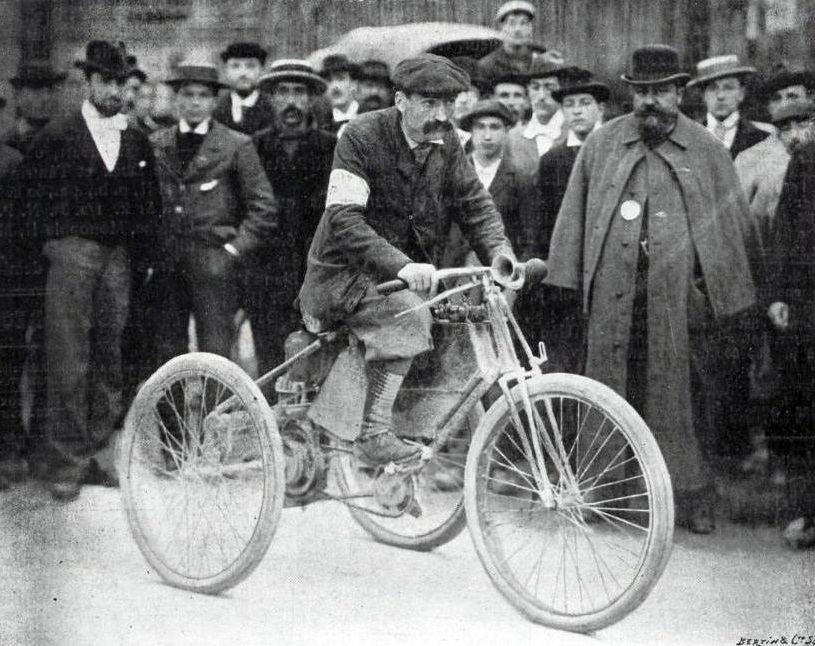
Corre auf einem motorisierten Dreirad Fouillaron-De Dion beim Schrittmacher-Kriterium Paris–Bordeaux, das er in der leichten Klasse gewann.

Anschließend beschloss Corre, eine persönliche Frankreich-Rundfahrt über 5100 Kilometer zu absolvieren und damit dem Vorbild von Théodore Joyeux zu folgen, der eine solche Tour im Mai 1895 in Angriff genommen hatte. Corre fuhr ab September an 25 Tagen jeweils 200 Kilometer, weite Teile mit Schrittmacher; in vielen Städten wurde er begeistert empfangen. Diese beiden Einzelfahrten brachten letztlich Géo Lefebvre auf die Idee, Desgrange eine solche Etappenfahrt durch Frankreich als Konkurrenz vorzuschlagen – die Tour de France. 1895 wurde er Zweiter bei Bordeaux–Paris hinter Charles Meyer und nahm im selben Jahr an einer Fahrt von Moskau nach Sankt Petersburg teil, die aber wegen starken Regens abgebrochen wurde. Um die Reise nicht vergeblich gemacht zu haben, entschied Corre den Rekord seines alten Rivalen Terront über die Strecke von Sankt Petersburg nach Paris in Angriff zu nehmen, was ihm erfolgreich gelang. 1897 beendete er seine Radsportlaufbahn, nachdem er auf der Radrennbahn von Rouen einen 24-Stunden-Rekord über 671 Kilometer und 963 Meter ohne Schrittmacher aufgestellt hatte. Einem Journalisten teilte er mit, er fühle sich erschöpft.

## Laufbahn als Unternehmer

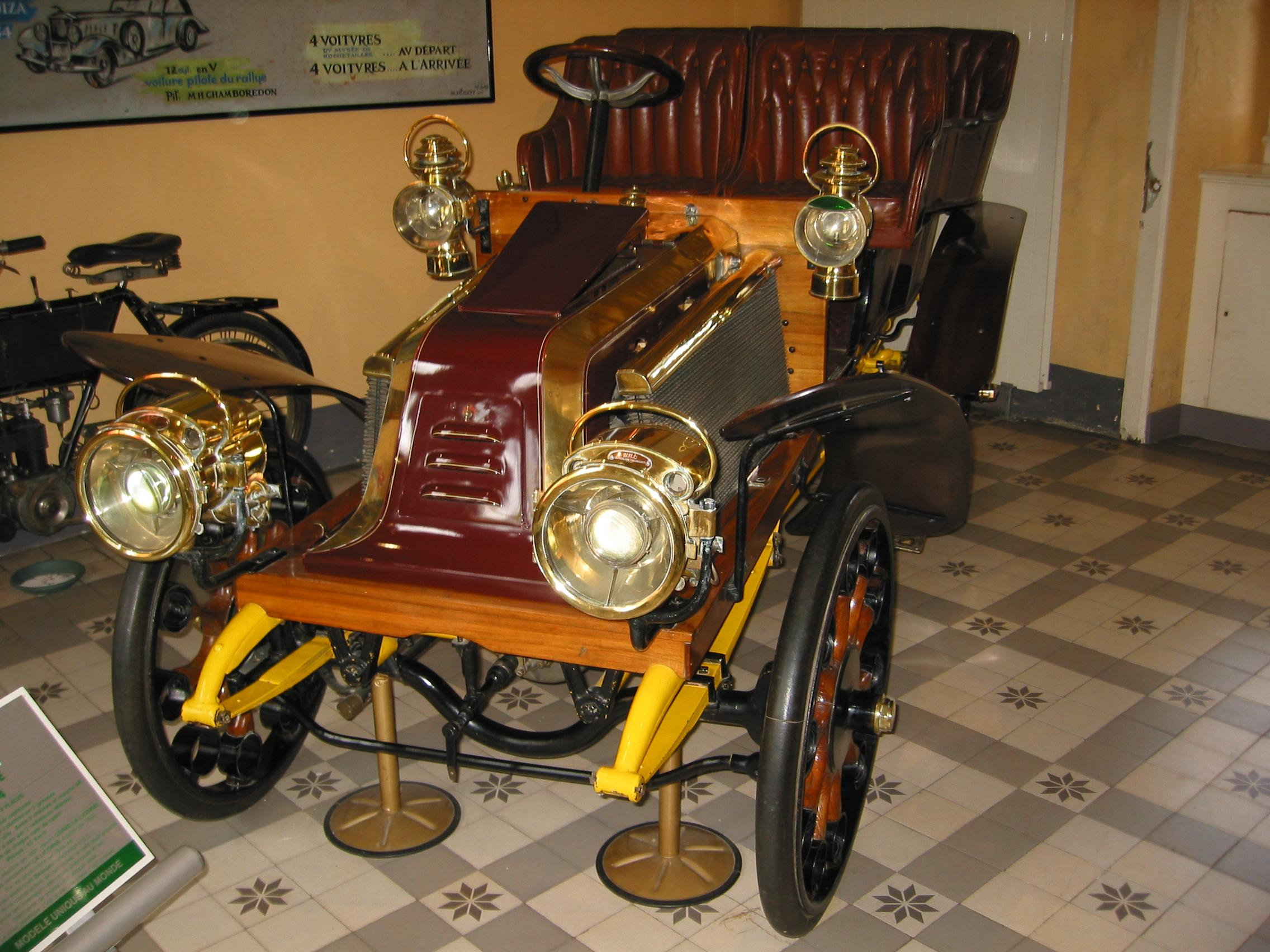
Ein Corre-Automobil aus dem Jahre 1904

In den folgenden beiden Jahren nahm Jean-Marie Corre erfolgreich an Wettbewerben auf Motorrädern und motorisierten Dreirädern teil. Zur gleichen Zeit baute er seine Aktivitäten im Bau und Verkauf von Fahrrädern aus. Ab 1899 verkaufte er einen Kleinwagen mit einer Karosserie von Renault und einem Motor von De Dion-Bouton. Im Jahr 1900 fuhr er einer einzylindrigen Voiturette der Marke Fouillaron mit einem de Dion-Bouton-Motor auf der Fahrt Paris–Toulouse–Paris. Corre konnte die Fahrt nicht beenden, aber war anschließend doch der Meinung, dass benzinbetriebenen Fahrzeugen die Zukunft gehören. Das Rennen hatte im Rahmen der Weltausstellung (Exposition Universelle et Internationale de Paris) stattgefunden und zählte zu den Automobilwettbewerben der Olympischen Sommerspiele 1900, war jedoch kein durch das Internationale Olympische Komitees (IOC) anerkannter offizieller Bestandteil der Spiele.
1901 gründete Corre in Levallois-Perret, einem frühen Zentrum des französischen Automobilbaus, die Société française des Automobiles Corre, die Drei- und Vierräder mit Motor produzierte. Um die Marke bekannt zu machen, nahm er an Zuverlässigkeitsfahrten teil, zunächst wenig erfolgreich, bis er 1902 beim Circuit des Ardennes seinen ersten Sieg einfuhr: Sein Kleinwagen hatte die Prüfung über 512 Kilometer mit einer Durchschnittsgeschwindigkeit von 53,5 Kilometer pro Stunde bewältigt, und im Jahr darauf verkauften sich seine Autos erstmals gut: zwischen 1901 und 1906 wurden 1100 Kleinwagen produziert. Da seine Modelle zu sehr denen von Renault glichen, wurde er aber verklagt und verlor den Prozess. Deshalb musste Corre 1907 aus wirtschaftlichen Gründen seine Marke an die Familie Lestienne verkaufen. Sie benannte die Marke in Corre-La Licorne; das Einhorn war Teil des Familienwappens und wurde nun auch Teil des Firmenemblems. Das Unternehmen bestand bis 1949 und produzierte rund 30.000 Fahrzeuge.
Corre ließ sich in Rueil nieder und produzierte dort in eigener Werkstatt bis 1913 motorisierte Kleinwagen unter den Markennamen Corre, JC oder Le Cor. Anschließend zog er sich in seine Heimatregion zurück und beschäftigte sich mit Landtechnik. Er starb im Alter von 51 Jahren.